# Esther Sanz Selva
Esther Sanz Selva (ur. 2 lipca 1985 w Walencji) – hiszpańska polityczka, posłanka do Parlamentu Europejskiego IX kadencji.

## Życiorys
Studiowała socjologię. Z zawodu pracownik socjalny, pracowała z osobami bezdomnymi. Działała w ruchach młodzieżowych i studenckich, związana także ze środowiskiem Movimiento 15-M. Dołączyła do ugrupowania Podemos, w 2017 weszła w skład jego kierownictwa. W 2019 kandydowała do Parlamentu Europejskiego z ramienia lewicowej koalicji Unidas Podemos Cambiar Europa. Mandat posłanki do PE IX kadencji objęła w grudniu 2023, przystępując do Grupy Lewicy.